# 가로회
가로회(哥老會)는 청나라 때 조직된 반체제 비밀 결사 중 하나이다. 포가회(袍哥會)라고도 한다. 홍문(洪門) 즉 천지회(天地會), 청방(靑幇)와 함께 청말 3대 비밀결사이다. 가로회의 의식이나 장정(章程) 등은 홍문과 매우 비슷하다. 청초 사천(四川)에서 시작한 가로회는 소수의 비밀결사였으나 청후기 상군(湘軍)의 재졸(裁卒, 정부의 명령으로 해산 조처 당한 병사)과 관계가 밀접하였다. 청말에는 반 공개적인 조직이 되었다. 참가자는 주로 농민, 수공업자 등이었다. 신해혁명(辛亥革命) 이후, 가로회는 사천의 성인 남성 대부분이 가입하거나 간접적으로 통제를 받는 공식적인 조직이 되었다. 사천, 중경(重慶), 호남(湖南) 사회 각 방면에 매우 중요한 영향을 끼쳤으며, 이러한 특성은 다른 지역에서는 없었다.
중경을 포함한 사천 지역의 가로회 성원은 포가(袍哥)라고 불렸다. 유래에 대하여, 『시경(詩經)』「무의(無衣)」에 나오는 '그대와 함께 같은 포를 입는다(與子同袍)'라는 구절에서 나와 같은 옷의 색을 입는 형제라는 뜻을 취했다는 설, '포(袍)'와 '포(胞)'는 발음이 같기에 같은 동포(同胞)라는 의미를 취했다는 설이 있다. 양자 모두 뜻의 차이는 거의 없다.

## 개요
백련교와 천지회 등의 영향을 받으면서 18세기 청(淸) 말기 사천성(四川省)에서 조직되었다. 농민들이 서로 돕는 자위 조직으로 발전하였고, 호남성(湖南省), 호북성(湖北省)을 중심으로 장강(長江) 유역에 퍼져 반청복명(反淸復明)을 내걸고 활동했다. 주로 농촌을 기반으로 유민과 무산자를 조직하고 지주 등 지방 유력자와 지식인을 지도자로 했다. 청말에는 손문(孫文) 등의 혁명파(革命派)와 관계를 맺었고, 1911년에 시작된 신해혁명(辛亥革命)에서도 중요한 역할을 했지만, 중화민국(中華民國) 성립 이후 반혁명적인 성격을 강화해 갔다.
동시대의 비밀 결사인 청방(靑幇)에 빗대어 홍방(紅幇)이라고 불리기도 했다.

## 같이 보기
- 향용
- 화흥회
- 허룽